# Proceratophrys schirchi
Espèce
Synonymes
- Stombus schirchi Miranda-Ribeiro, 1937
- Stombus precrenulatus Miranda-Ribeiro, 1937

Statut de conservation UICN

 LC  : Préoccupation mineure
Proceratophrys schirchi est une espèce d'amphibiens de la famille des Odontophrynidae.

## Répartition
Cette espèce est endémique de l'Est et du Sud du Brésil. Elle se rencontre dans les États d'Espírito Santo, dans l'extrême Nord-Est du Minas Gerais et dans l'État de Rio de Janeiro, jusqu'à 800 m d'altitude,.

## Étymologie
Cette espèce est nommée en l'honneur de Paulo F. Schirch.

## Publication originale
- Miranda-Ribeiro, 1937 : Espécies novas do gênero « Stombus » da série de appendices oculares reduzidos. O Campo, vol. 8, no 88, p. 24.